# Paolo Ghiglione
Paolo Ghiglione (* 2. Februar 1997 in Voghera) ist ein italienischer Fußballspieler, der aktuell bei der US Salernitana unter Vertrag steht. Der rechte Außenverteidiger ist ehemaliger italienischer U21-Nationalspieler.

## Karriere

### Verein
Der in der norditalienischen Stadt Voghera geborene Paolo Ghiglione begann mit dem Fußballspielen beim FBC Derthona und wechselte im Jahr 2007 in die Jugendabteilung des AC Milan. Nach über vier Jahren im Nachwuchs der Rossoneri und einer halbjährigen Leihe beim AC Pavia, schloss er sich der Akademie des CFC Genua an. In der Saison 2013/14 spielte er erstmals vereinzelt für die U19-Mannschaft der Rossoblu. Regelmäßig für die Primavera zum Einsatz kam der Flügelspieler in den nächsten Spielzeiten 2014/15 und 2015/16, in denen er auch bereits erstmals im Spieltagskader der ersten Mannschaft stand, blieb aber ohne Berücksichtigung.
Am 1. Juli 2016 wechselte er auf Leihbasis für die gesamte Saison 2016/17 zum Zweitligisten SPAL Ferrara. Am 15. August 2016 debütierte er bei der 1:5-Auswärtsniederlage gegen Cagliari Calcio in der Coppa Italia für seinen Leihverein, als er in der 65. Spielminute für Manuel Lazzari eingewechselt wurde. In der Serie B bestritt er sein erstes Spiel am 5. November 2016 (13. Spieltag) beim 1:0-Auswärtssieg gegen Novara Calcio. In dieser Spielzeit kam er nur sporadisch zum Einsatz und absolvierte sieben Ligaspiele.
Zur folgenden Saison 2017/18 wurde er zum Zweitligisten FC Pro Vercelli ausgeliehen. Am 9. September 2017 (3. Spieltag) debütierte er bei der 1:4-Heimniederlage gegen die US Cremonese für den Verein aus dem Piemont. Anschließend wurde er regelmäßig als rechter Außenverteidiger eingewechselt. Am 10. März 2018 (30. Spieltag) erzielte er beim 2:2-Unentschieden gegen den FC Bari 1908 sein erstes Tor im professionellen Fußball. Die Spielzeit beendete er mit 30 Toren, in denen er ein Tor erzielte und sechs weitere Treffer vorbereitete.
In der nächsten Saison 2018/19 wurde er zum Erstligisten Frosinone Calcio ausgeliehen, wo er in der Hinrunde den Durchbruch verpasste und Ersatzspieler hinter Francesco Zampano war. Ende Dezember 2018 drang er in die Startformation vom neu angestellten Cheftrainer Marco Baroni vor. Am 27. Januar 2019 (21. Spieltag) erzielte er beim 4:0-Auswärtssieg gegen den FC Bologna sein erstes Saisontor. Nach dem Überstehen einer Oberschenkelverletzung, welche ihn für eineinhalb Monate zum Zusehen zwang, war er wieder aus der Rotation des Trainers gefallen. Zum Saisonende kehrte er mit neun Ligaeinsätzen, in denen er ein Tor erzielte, nach Genua zurück.
In seinem ersten Pflichtspiel für den CFC Genua am 16. August 2019 beim 4:1-Pokalsieg gegen Imolese Calcio 1919 erzielte er ein Tor. In dieser Saison 2019/20 etablierte er sich bei den Grifone als Stammkraft.
Im Juli 2022 verließ der Spieler Genua dauerhaft nach fast zehn Jahren im Verein und schloss sich der US Cremonese an. Nach zwei Jahren und dem zwischenzeitlichen Abstieg in die Serie B wechselte er im Sommer 2024 innerhalb der zweiten Liga zur US Salernitana.

### Nationalmannschaft
Im Mai 2015 absolvierte Paolo Ghiglione ein Länderspiel für die italienische U18-Nationalmannschaft.
Im August 2015 lief er erstmals für die U19 auf. Als Flügelspieler war er in den nächsten Monaten regelmäßig für die U19 im Einsatz und nahm mit dieser im Juli 2016 an der U19-Europameisterschaft 2016 in Deutschland teil. Dort war er in allen fünf Spielen im Einsatz und kam mit der Mannschaft ins Endspiel, wo man gegen Frankreich verlor. Nach dem Turnier überschritt Ghiglione nach 17 Einsätzen und zwei Toren für die Altersgrenze.
Seit September 2016 war er für die U20 im Einsatz. Mit der Squadra Azzurra nahm er an der U20-Weltmeisterschaft 2017 in Südkorea teil, wo man im Halbfinale am späteren Weltmeister England scheiterte und später den dritten Platz erreichte. Insgesamt bestritt er bis April 2018 15 Länderspiele, in denen er zwei Treffer erzielte.

## Erfolge
SPAL Ferrara
- Serie B: 2016/17